# Nevşehirli Damat Ibrahim Pacha
Pour les articles homonymes, voir Damat Ibrahim Pacha.
Nevşehirli Damat Ibrahim Pacha (né en 1666 – mort le 16 octobre 1730) fut grand vizir de l'Empire ottoman du 9 mai 1718 au 1er octobre 1730 pendant l'Ère des tulipes, sous le règne du sultan Ahmed III. Il est au centre d'une vaste famille très influente à la cour de Ahmed III. L'épithète Nevşehirli, qui signifie originaire de Nevşehir, est utilisée pour le distinguer d'un grand vizir homonyme, Damat Ibrahim Pacha (mort en 1601).

## Biographie
Ibrahim Pacha est le fils d'Ali Aga. Son habileté lui permet d'assumer le gouvernement de 1718 à 1730, et d'établir une inhabituelle paix à l'intérieur de l'Empire ottoman. Après les victoires du prince Eugène dans la guerre vénéto-austro-ottomane, Ibrahim doit signer dès sa nomination le traité de Passarowitz le 21 juillet 1718 : l'Autriche acquiert le Banat, l'Olténie et le nord de la Serbie avec Belgrade, l'Empire ottoman garde la Morée et concède aux Autrichiens les mêmes avantages commerciaux qu'aux autres puissances, ce qui garantit la paix avec l'empire d'Autriche pour toute la durée de son vizirat  Toutefois les provinces frontières sont souvent touchées par des désordres et des révoltes, comme c'est souvent le cas dans les eyalets d'Égypte et d'Arabie, et de manière moins fréquentes dans les régions nord-ouest et nord-est la mer Noire, particulièrement du fait des féroces Noghai tribus guerrières du Kuban. 
La situation des régions comprise entre la mer Noire et la mer Caspienne est instable du fait des revendications opposées de l'Empire russe et de la Sublime Porte; il est très difficile de définir les frontières entre les deux empires à la suite du traité de partition de 1723. L'Ère des tulipes (en turc Lâle Devri) fut un temps de spectaculaires fêtes dans les jardins des palais et de somptueuses distractions. En 1730, quand le shah de Perse Tahmasp II attaque les possessions ottomanes, les dirigeants de l'Empire se trouvent dans une totale impréparation. Rendus furieux par l'apparente indifférence aux affaires de l'État d'Ibrahim Pacha et par le train de vie d'un luxe non ordinaire du sultan, amateur de pavillons de plaisance d'architecture inspirée de l'occident, de fleurs et de jardins, le peuple et les troupes de Constantinople se révoltent sous la conduite de Patrona Halil, un janissaire originaire de Macédoine. Ahmed III est contraint de sacrifier Ibrahim et ses autres vizirs afin d'assurer provisoirement sa propre sécurité avant d'être contraint à abdiquer le 30 septembre 1730. Ibrahim Pacha est exécuté peu après 

## Famille
Ibrahim Pacha s'était marié en 1717 avec l'une des filles du sultan Ahmed III, Fatma Sultan, alors que la princesse n'était âgée que de 14 ans mais que lui-même avait une cinquantaine d'années. Ce mariage avec une membre de la dynastie ottomane est à l'origine de son autre épithète Damat (c'est-à-dire en langue turque : jeune marié ou beau-fils). Le couple eut deux fils.